# ديفيد غولدمان
ديفيد غولدمان (بالإنجليزية: David Goldman)‏ هو رائد أعمال بريطاني، ولد في 1937، وتوفي في 1999.